# Blazon Stone (Running Wild-Album)
Blazon Stone ist das sechste Studioalbum der deutschen Heavy-Metal-Band Running Wild. Es erschien 1991 und enthält mit dem Lied „Little Big Horn“ den größten Singlehit der Band.

## Entstehung
Gegenüber der Besetzung auf dem Vorgängeralbum fanden einige Änderungen statt, da sowohl der langjährige Leadgitarrist Majk Moti alias Michael Kupper als auch der Schlagzeuger Ian Finlay die Band verließen. Nachdem Jörg Michael auf der Tournee ein Gastspiel gegeben hatte, wurde jedoch der Schlagzeug-Roadie Rüdiger „AC“ Dreffein zu den Aufnahmen als Bandmitglied bekanntgegeben. Neuer Leadgitarrist wurde Axel „Morgan“ Kohlmorgen.
Die Aufnahmen zum Album fanden von Dezember 1990 bis Januar 1991 im Studio M im niedersächsischen Machtsum statt. Die Abmischung stammt von Jan Nemec, Produzent war Rolf „Rock ’n’ Rolf“ Kasparek, der Sänger und Rhythmusgitarrist der Band.
Der Veröffentlichung des Albums ging im März 1991 die der Single „Little Big Horn“ voraus. Als B-Seiten enthielt sie die Lieder „Billy the Kid“ und „Genocide“, eine Thin-Lizzy-Coverversion von deren Album Chinatown. Die Single erreichte in den Charts maximal Platz 30 und hielt sich neun Wochen in den Top 100. Das Album selber erschien am 4. April 1991 auf Noise Records auf CD und LP sowie in limitierten Ausgaben als Digipack und Picture-LP. Die Erstauflage der CD auf Noise/EMI enthielt als Bonustracks die B-Seiten der „Little Big Horn“-Single. Aus rechtlichen Gründen waren diese beiden Songs jedoch auf allen weiteren regulären Auflagen der CD nicht mehr enthalten. Erst 1999 erfolgte eine Neuauflage, auf der die Songs "Billy the Kid" und "Genocide" wieder enthalten waren.
Im Anschluss an das Album folgte eine Tournee mit den Bands Raven und Crossroads sowie die Veröffentlichung des Best-of-Albums „The First Years of Piracy“. Außerdem verließ der Bassist Jens Becker die Band und wurde von Thomas Smuszynski ersetzt.
Der Albentitel bezieht sich auf das französische Wort Blason bzw. Blazon für Wappenschild (siehe: Blasonierung). Das Plattencover zeigt den Bandnamen und den Albentitel in ein Wappen eingearbeitet. Der Wappenschild ist dabei viergeteilt, in den Vierteln sind je das Bandmaskottchen „Adrian“ (mit einem Piraten-Bandana), ein heraldischer Adler, eine Schlange mit einer Trommel und ein Drache zu sehen. Die Gestaltung stammt von Horst Herrendorff und Andreas Marschall. Die Bandfotos im Booklet wurden von Thorsten Herbig gemacht.

## Titelliste
1. Blazon Stone – 6:31
2. Lonewolf – 4:48
3. Slavery – 5:15
4. Fire & Ice – 4:08
5. Little Big Horn – 4:59
6. Over the Rainbow – 1:57
7. White Masque – 4:19
8. Rolling Wheels – 5:33
9. Bloody Red Rose – 5:05
10. Straight to Hell – 3:50
11. Heads or Tails – 4:59

Bonustracks der Neuauflage
1. Billy the Kid – 4:47
2. Genocide (The Killing of the Buffalo) – 4:48

Mit Ausnahmen wurden alle Lieder wurden von Rolf Kasparek komponiert – das Album enthielt bis zu diesem Zeitpunkt die meisten Lieder, die er komplett alleine beisteuerte. Diese Ausnahmen sind die von Rüdiger „AC“ Dreffein komponierten „Fire & Ice“ und „Billy the Kid“ sowie „Over the Rainbow“, „Rolling Wheels“ und „Straight to Hell“, alle drei von Jens Becker. „Genocide“ wurde als Thin-Lizzy-Coverversion von Phil Lynott geschrieben.

## Bedeutungen einiger Lieder
- „Blazon Stone“ handelt von Piraten, das bekannteste textliche Thema der Band.
- „Lonewolf“ beschreibt den charakterlichen Typus eines „Einzelkämpfers“.
- „Slavery“ handelt vom historischen Sklavenhandel zwischen Afrika und Amerika.
- „Little Big Horn“ schildert die gleichnamige Schlacht am Little Bighorn im Jahr 1876 und fragt insbesondere nach der Motivation hinter dem letztlich fatalen Angriff durch General George Armstrong Custer.
- „Over the Rainbow“ ist ein kurzes Instrumentalstück für E-Bass.
- „Rolling Wheels“ dreht sich um den Alltag von Musikern auf Tournee.
- „Bloody Red Rose“ hat die Rosenkriege zum Inhalt, die in England im 15. Jahrhundert stattfanden.
- „Straight to Hell“ beinhaltet die Angst vor einem Atomkrieg.
- „Billy the Kid“, ein Bonustrack, handelt vom gleichnamigen Revolverhelden.

## Rezeption
Das Album erhielt bei Erscheinen hervorragende Kritiken. So schrieb Götz Kühnemund vom Rock Hard in seiner mit der Wertung 9/10 Punkten abgeschlossenen Rezension:

„Hymnen wie „Lonewolf“, „Blazon Stone“ oder „White Masque“ zählen mit tödlicher Sicherheit zum Allerbesten, was die Hanseaten bisher zustande gebracht haben, und lassen so manchen Running Wild-Gassenhauer der Vergangenheit weit hinter sich. [...] Logische Schlußfolgerung: „Blazon Stone“ wird Running Wild endgültig in die Garde der deutschen Megabands katapultieren, darauf dürft ihr getrost eure Ärsche verwetten!“

Eine spätere Rezension durch Herbert Chwalek vom Webzine Powermetal.de kam zu dem Schluss, dass die Band auf diesem Album durch das völlige Fehlen von Anbiederungen an den Zeitgeschmack eine gewisse Qualität erreichte:

„Vor allem im Zeitkontext war das sture Festhalten am einmal gewählten Kurs für Running Wild deutlich positiv. Wie viele andere Bands haben Anfang der Neunziger schon mit dieser Ausdauer und Klasse an ihrem Kurs festgehalten? [...]
„Blazon Stone“ war und ist ein gutes Album, das sich in jeder Sammlung gut macht.“

Von „Blazon Stone“ waren auf der 2003 erschienenen Best-of-Sammlung „20 Years in History“ der Titelsong sowie „Little Big Horn“ enthalten. Langfristig zum immer wieder live gespielten Klassiker wurde der Titelsong, was auch mit dem Livealbum „Live 2002“ dokumentiert wurde.

## Chartplatzierungen
In den deutschen Albencharts erreichte das Album maximal Platz 22, bis dahin die beste und bis heute die zweitbeste Platzierung (nach „The Rivalry“ aus dem Jahr 1998, welches Platz 19 erreichte) der Band. In der Schweiz war das Album sogar noch erfolgreicher und erreichte den 16. Platz in den Charts.
| ChartsChartplatzierungen | Höchstplatzierung | Wochen |
| ------------------------ | ----------------- | ------ |
| Deutschland (GfK)        | 22 (14 Wo.)       | 14     |
| Schweiz (IFPI)           | 16 (8 Wo.)        | 8      |